# Objaw Neriego (objaw korzeniowy)
Objaw Neriego (ang. Neri’s test) – jeden z objawów korzeniowych. Wykonywany podczas badania neurologicznego. Wskazuje na kompresję nerwu kulszowego. Objaw Neriego jest charakterystyczny dla rwy kulszowej.
Objaw Neriego ma trzy odmiany:
1. pierwsza polega na wystąpieniu bólu w lędźwiowym odcinku kręgosłupa po wykonaniu przygięciu głowy do klatki piersiowej;
2. w drugiej odmianie badanie wykonuje się podobnie do objawu Lasègue’a, tj.: unosi się biernie wyprostowaną nogę pacjenta do momentu wystąpienia bólu - po osiągnięciu bodźca zatrzymuje się ruch nogi i delikatnie cofa się ją do momentu ustąpienia bólu, a następnie poleca się pacjentowi przygięcie głowy do klatki piersiowej[1][2], kiedy to ból powinien ponownie się pojawić;
3. w trzeciej pacjent wyjściowo znajduje się w postawie wyprostowanej. Polecamy mu pochylenie tułowia do przodu - oczekuje się odruchowego zgięcia nogi w stanie kolanowym, aby zmniejszyć ból wynikający z podrażnienia nerwu kulszowego[3].

Test diagnostyczny objawu Neriego wygląda następująco: badany leży na plecach, miednica musi być ustabilizowana. Badający wykonuje bierne podnoszenie nogi pacjenta wyprostowanej w stawie kolanowym (zgięcie wykonywane jest w stawie biodrowym). Ruch wykonuje się do momentu wystąpienia bólu u pacjenta, po czym delikatnie cofa się nogę (w tym samym zakresie) do chwili, aż pacjent przestanie odczuwać bodziec bólowy – po czym zatrzymuje się ruch nogą, a następnie poleca się pacjentowi wykonanie przygięcia głowy do klatki piersiowej. Objaw uznaje się za dodatni, jeżeli pacjent po przygięciu głowy ponownie zaczyna odczuwać ból lub kiedy pacjent zatrzyma ruch głowy ze względu na pojawianie się bólu. Jeżeli ból występuje w niefizjologicznym zakresie oznacza to, że mamy do czynienia z zespołem korzeniowym, a dokładniej z uciskiem na nerw kulszowy.